# 诺玛·塔尔梅奇
诺玛·玛丽·塔尔梅奇（英語：Norma Marie Talmadge，1894年5月2日—1957年12月24日），是美国女演员，康斯坦斯·塔尔梅奇、娜塔莉·塔尔梅奇的姐姐。

## 参演作品
- 《汤姆叔叔的小屋》（1910年）
- 《菊花之恋》（1910年）
- 《迪克西母亲》（1910年）
- 《破碎的咒语》（1910年）
- 《双城记》（1911）
- 《迷倒玛丽·卡斯泰尔》（1915年）
- 《万神殿》（1917年）
- 《奇妙的事》（1921年）
- 《永恒的火焰》（1922年）
- 《爱之歌》（1923年）
- 《被争议的女人》（1928年）
- 《激情女人》（1930年）